# Gorica (Čukarica)
Pour les articles homonymes, voir Gorica.

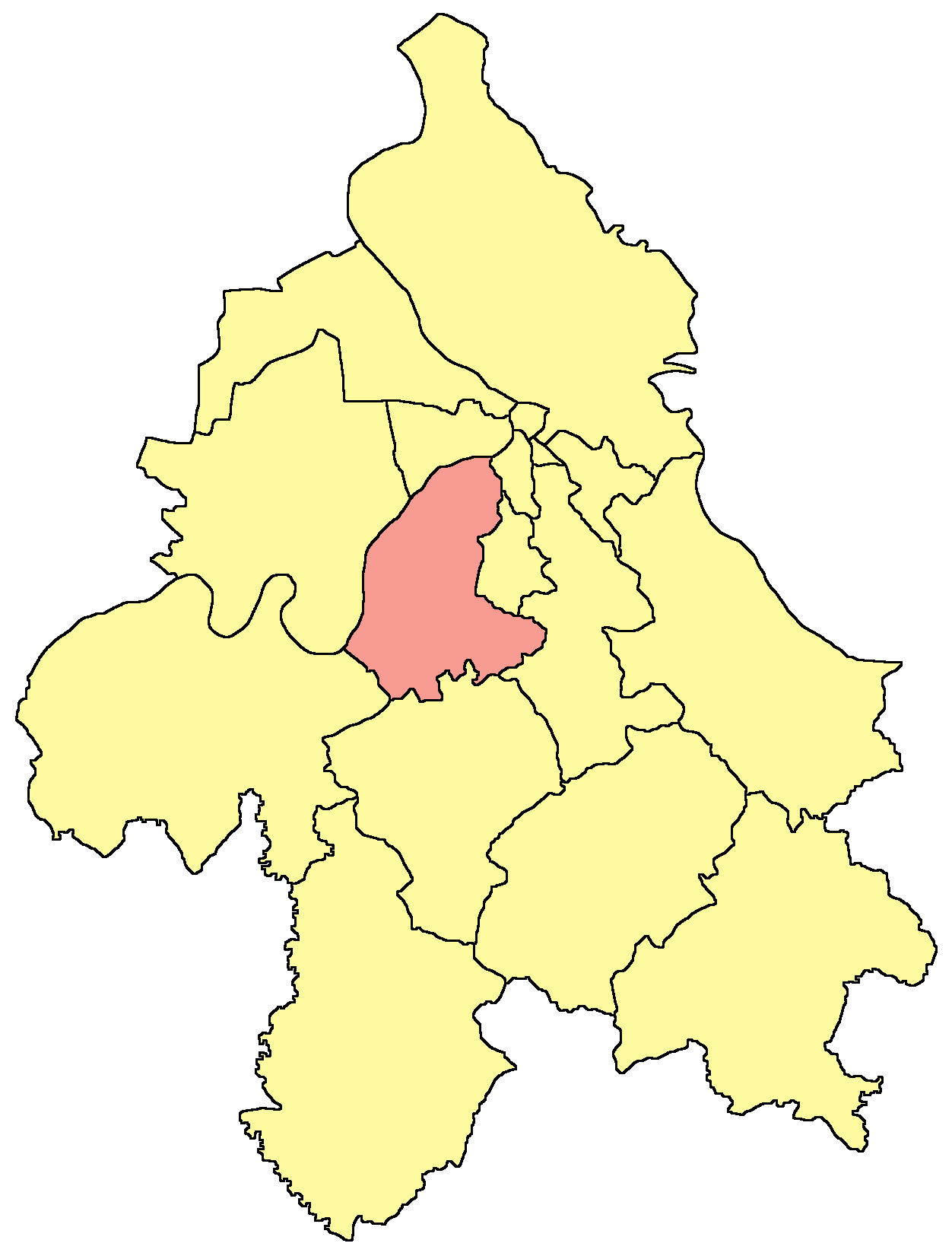
Localisation de la municipalité de Čukarica dans le district de Belgrade

Gorica (en serbe cyrillique : Горица) est une localité de Serbie située dans les faubourgs de Belgrade. Elle est située dans la municipalité de Čukarica, district de Belgrade. En 2002, elle comptait 5 358 habitants.
Gorica est en fait la partie nord de la localité de Sremčica.